# Tom Neale
Tom Neale, född 6 november 1902, död 27 november 1977, var en nyzeeländare som bodde totalt 16 år av sitt liv, alldeles ensam på den obebodda atollen Suwarrow i Cooköarna.

## Första vistelsen
År 1952 fick Neale chansen att åka med ett frakfartyg till ön Suwarrow som nu var obebodd sedan andra världskriget. Fartyget släppte av honom med så mycket proviant han kunde bära och två katter på Anchorage, som är en av de 22 småöarna i atollen.
Tio månader efter ankomsten till ön kom hans första besökare, två par på en yacht som hade fått reda på hans existens genom det brittiska konsulatet på Tahiti. Paren gav honom en ny plan, som var att bygga upp piren som hade förstörts genom den kraftiga orkanen år 1942. Det tog honom 6 månader att bygga upp den. När han var klar firade han med en ledig dag. Inom 24 timmar började barometern sjunka och en stor storm drog in över ön. Följande morgon var piren borta.
Tre månader efter stormen i maj 1954 skadade sig Neale sig svårt när han var på andra sidan av atollen i sin båt och vårdslöst slängde ankaret överbord. Han lyckades ta sig tillbaka till hyddan där han låg nästan paralyserad i fyra dagar då ett par på en yacht av ren slump dök upp och lyckades vårda honom tillbaka till hälsa. De lovade att skicka en båt till honom och två veckor senare kom ett fartyg utskickat av Cooköarnas regering och han transporterades tillbaka till huvudön Rarotonga.

## Andra vistelsen
Neale ville åka tillbaka till ön då han blev frisk men regeringen ville inte ha ansvaret för honom. År 1960 lyckades han dock ta sig tillbaka till ön och den här gången med mycket mer proviant än tidigare. Denna gång stannade han i tre och ett halvt år innan han frivilligt lämnade ön. Under den vistelsen var bland annat ett av besöken en amerikansk marinhelikopter. 14 månader senare kom hans nästa besökare, en gammal kamrat från Rarotonga som hade hört rykten om hans död. Många månader senare kom en ny yacht med ett par och deras döttrar. Den natten drabbades lagunen av svåra stormbyar och yachtens ankarlina brast och den gick under vid revet. Neale hade nu de fyra som gäster under ett par månader innan de lyckades signalera till ett fartyg med hjälp av en spegel och bli räddade.
Neale bestämde sig sedan för att lämna ön. Denna gång var en av anledningarna att ett gäng pärlfiskare hade kommit till ön vilkas närvaro han inte lyckades tåla. Han lämnade Suwarrow i december 1963.
Hans självbiografi An Island to Oneself, skrev han tillsammans med Noel Barber som handlar om han liv på ön fram till hans andra återvändning till Rarotonga.

## Tredje vistelsen
Neale återvände till atollen år 1967 och stannade till 1977 då han hittades med magcancer av en yacht och togs tillbaka till Rarotonga. Åtta månader senare dog han och är nu begravd på RSAs kyrkogård, mitt emot flygplatsen på Rarotonga.

## Fotnoter
1. 1 2 3 4  Find a Grave, Find A Grave-ID: 5817, läs online, läst: 7 juni 2021.[källa från Wikidata]
2. ↑  Bibliothèque nationale de France, BnF Catalogue général : öppen dataplattform, id-nummer i Frankrikes nationalbiblioteks katalog: 12627944p, läst: 25 mars 2017.[källa från Wikidata]
3. ↑  Neales gravsten anger hans födelsedatum och dödsdatum som 2 november 1902 - 29 november 1977. Hans dödsattest hävdar att dödsdatumet är 30 november. Enligt hans dotter är de korrekta datumen  6 november och 27 november.